# Gmina Tišina
Tišina – gmina w Słowenii. W 2002 roku liczyła 4189 mieszkańców.

## Miejscowości
Miejscowości wchodzące w skład gminy Tišina:

- Borejci,
- Gederovci,
- Gradišče,
- Krajna,
- Murski Črnci,
- Murski Petrovci,
- Petanjci,
- Rankovci,
- Sodišinci,
- Tišina – siedziba gminy,
- Tropovci,
- Vanča vas.